# Liste des maires de Mâcon

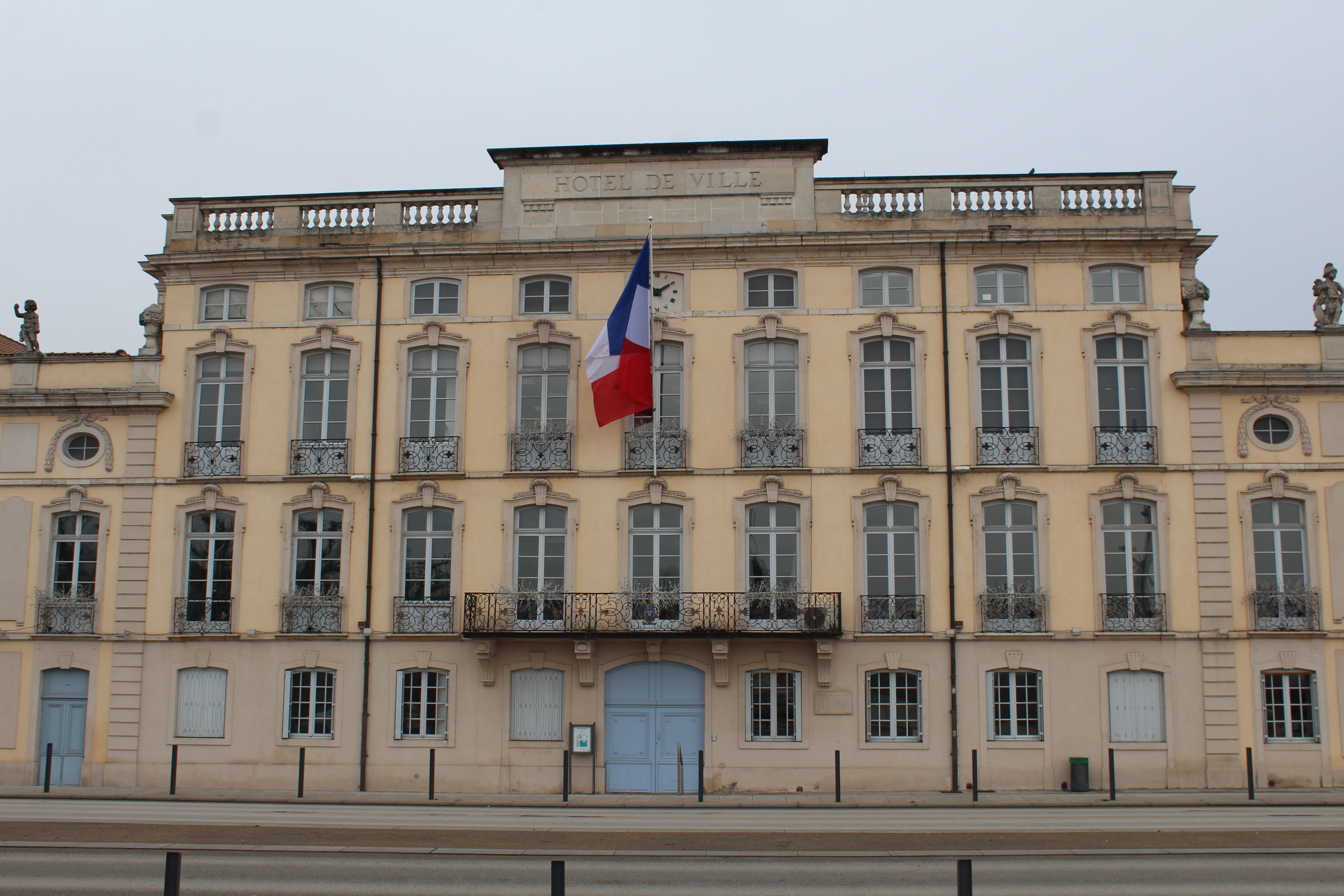
L'hôtel de ville de Mâcon.

Cet article dresse une liste par ordre de mandat des maires de Mâcon.

## Liste des maires de Mâcon
| Début du mandat | Fin du mandat | Nom                    | Parti        | Parti       |
| --------------- | ------------- | ---------------------- | ------------ | ----------- |
| 1902            | 1908          | Joseph Laneyrie        |              | PR          |
| 1908            | 1918          | Théophile Vaugy        | PR           |             |
| 1918            | 1925          | Jean Lavau             | PR           |             |
| 1925            | 1937          | Claude Blanchard       | PR           |             |
| 1937            | 1940          | Jean Brunet            | PR           |             |
| 1940            | 1944          | Gustave Poulachon      |              | DVD         |
| 1944            | 1950          | Pierre Denave          |              | SFIO        |
| 1950            | 1953          | Charles Gardenet       | SFIO         |             |
| 1953            | 1977          | Louis Escande          | SFIO puis PS |             |
| 1977            | 2001          | Michel-Antoine Rognard | PS           |             |
| 2001            | 2026          | Jean-Patrick Courtois  |              | UMP puis LR |